# Donald Leroy Evans
Donald Leroy Evans (* 5. Juli 1957 in Watervliet, Michigan; † 5. Januar 1999 in Parchman, Mississippi) war ein US-amerikanischer Serienmörder.
Evans stammte aus Michigan und war Marineinfanterist. Er war mehrfach vorbestraft. Einmal unternahm er einen Suizidversuch. 1986 wurde er wegen sexueller Nötigung zu einer Freiheitsstrafe von 15 Jahren verurteilt, aus der er im April 1991 auf Bewährung entlassen wurde. Ein psychiatrisches Gutachten von 1987 bescheinigte ihm, dass er „zeit seines Lebens verhaltensgestört und geisteskrank“ gewesen sei.
Evans arbeitete als Nachtportier, als er am 5. August 1991 in Biloxi im Bundesstaat Mississippi wegen der Entführung, Vergewaltigung und Ermordung eines zehnjährigen Mädchens in Gulfport verhaftet wurde. Das obdachlose Kind hatte er erdrosselt. Danach brüstete er sich damit, seit 1977 in verschiedenen Bundesstaaten über 70 weitere Morde begangen zu haben, und lieferte hierzu eine Vielzahl von Einzelheiten. Seinen Angaben zufolge handelte es sich bei den meisten Opfern um Frauen, von denen er viele ebenfalls sexuell missbraucht und erdrosselt habe. An den von ihm beschriebenen Orten konnten jedoch keine Leichen gefunden werden. Aufgrund des Täterwissens zum jeweiligen Tatablauf konnten ihm lediglich zwei Morde an schwarzen Prostituierten in Fort Lauderdale zweifelsfrei nachgewiesen werden. In zwölf weiteren Fällen galt er zum Zeitpunkt seines Todes als verdächtig. Er hatte mit dem Serienmörder Henry Lee Lucas korrespondiert und diesen um Details zu dessen Taten gebeten.
Wegen des Kindermordes wurde er 1993 in Mississippi zum Tode verurteilt, wegen des Mordes an einer der Prostituierten, die er zehn Jahre zuvor ebenfalls erdrosselt hatte, 1995 in Florida zu lebenslanger Haft. Während seiner Inhaftierung und während beider Prozesse machte er sich über das Verfahren lustig und stellte fast täglich unsinnige Anträge. In Florida verlangte er, vom Gericht mit „Hi Hitler“ angesprochen zu werden.
Im Staatsgefängnis Mississippi wurde er während des Duschens von einem Mithäftling erstochen.